# Audrey Marrs
Audrey Maurie Marrs (Estados Unidos, 25 de junho de 1970) é uma produtora cinematográfica norte-americana. Como reconhecimento, venceu, no Oscar 2011. a categoria de Melhor Documentário em Longa-metragem por Inside Job.